# Janówka (powiat włodawski)
Janówka – wieś w Polsce położona w województwie lubelskim, w powiecie włodawskim, w gminie Hanna.
W latach 1975–1998 miejscowość należała administracyjnie do województwa bialskopodlaskiego.
Wieś jest sołectwem w gminie Hanna. Według Narodowego Spisu Powszechnego z roku 2011 wieś liczyła 107 mieszkańców.
Wierni Kościoła rzymskokatolickiego należą do parafii Świętych Apostołów Piotra i Pawła w Hannie.

## Historia
Historyk Artur Bata w publikacji pt. Bieszczady w ogniu z 1987, zarzucił Hieronimowi Dekutowskiemu współdziałanie z resztkami sotni „Daniliw” Ukraińskiej Powstańczej Armii (UPA) podczas ataku na wsie Janówka i Holeszów w powiecie włodawskim.

## Zabytki

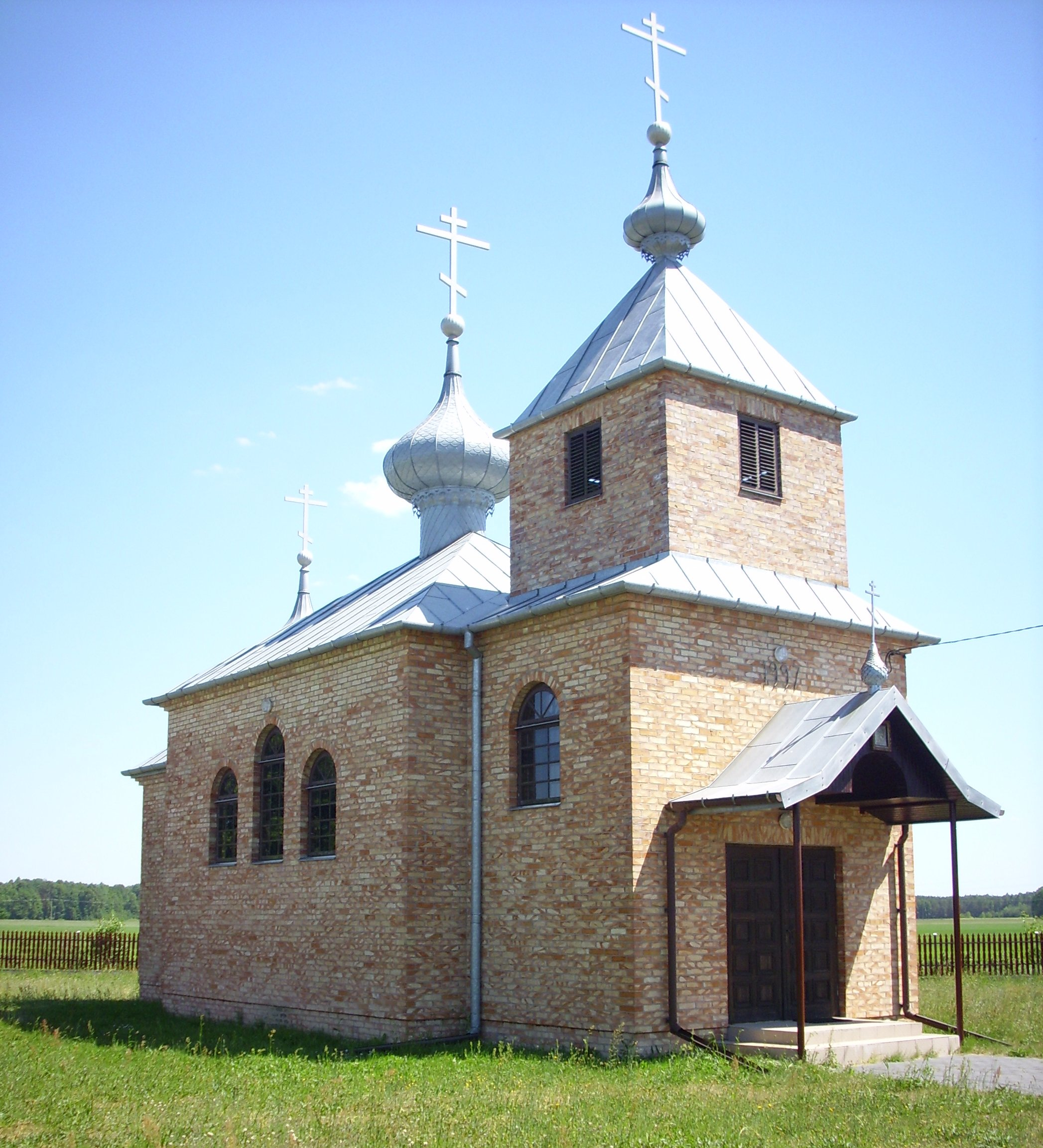
Cerkiew św. Dymitra

Prawosławna kapliczka z 1936. W kapliczce znajduje się przywieziona z Rosji w 1918 kopia ikony Matki Boskiej Kazańskiej w srebrnej i pozłacanej koszulce (z 1848), obok – nowa parafialna cerkiew św. Dymitra, wzniesiona w latach 1997–2000.
W odległości około 1 km od kapliczki na starym cmentarzu znajduje się pomnik poległych 36 powstańców styczniowych w bitwie pod Janówką w dniu 11 lipca 1863.